# Dendromyza cucullata
Dendromyza cucullata är en tvåhjärtbladig växtart som först beskrevs av Danser, och fick sitt nu gällande namn av Hans Ulrich Stauffer. Dendromyza cucullata ingår i släktet Dendromyza och familjen Amphorogynaceae. Inga underarter finns listade i Catalogue of Life.